# 瀬戸内シーライン
瀬戸内シーライン（せとうちシーライン）は、広島県広島市南区に本社を置く、瀬戸内海汽船グループの海運会社。

## 沿革
- 2011年6月1日 - ファーストビーチから社名変更した[1][2]
- 2015年10月1日 - 江田島市企業局から高速船事業を移管[3]
- 2016年10月1日 - 瀬戸内シーラインを存続会社として江田島汽船と合併
- 2019年10月16日 - 瀬戸内シーラインとJR西日本イノベーションズ」による共同出資会社「瀬戸内島たびコーポレーション」の設立、同社と鉄道建設・運輸施設整備支援機構による高速船「シースピカ」の共同建造を公表[4]。
- 2020年 - 『シースピカ』就航

## 航路

### フェリー
- 広島港 - 三高港（江田島市）
- 呉中央桟橋 - 小用港 （江田島市）

### 高速船航路
- 広島港 - グランドプリンスホテル広島 - 呉中央桟橋 - 瀬戸田港 - 尾道糸崎港
- 広島港 - グランドプリンスホテル広島 - 宮島港3号桟橋（廿日市市厳島）
- 広島港 - 小用港（江田島市）
- 広島港 - 高田港・中町港（江田島市）
- 呉中央桟橋 - 小用港（江田島市）

## 船舶

### フェリー
- 古鷹

1997年11月就航、353総トン、全長49.9m、幅11.2m、航海速力11.0ノット、旅客定員250名
- 入船

### 高速船
- 和加
- 瀬戸
- おやしお
- はやしお
- シースピカ

- ロイヤル千鳥（広島〜江田島（高田・中町）航路)
- 瀬戸ブルー  (広島〜江田島（高田・中町）航路)[5]

- フェリー「古鷹」（江田島市・小用港にて）
- 高速船「はやしお」（江田島市・小用港にて）
- 高速船「シースピカ」（竹原市・大久野島沖にて）

## 備考
広島港→宮島桟橋までの高速船はJR西日本宮島フェリーと宮島松大汽船との競合路線ではあるが、それらに比べて利用客が大幅に少ない。その代わり、広島では屈指の高級ホテルのグランドプリンスホテル広島を経由することから、世界中の富裕層の観光利用が大半となっており、フェリー路線と差別化がなされているので、廃止の予定はない。広島港の桟橋近隣の駐車場に高級車の利用が異様に多いのもそのことによる。